# Stuart Hampshire
Stuart Newton Hampshire (1er octobre 1914 - 13 juin 2004) est un philosophe britannique, critique littéraire et administrateur universitaire. Il est l'un des penseurs antirationalistes d'Oxford qui donnent une nouvelle direction à la pensée morale et politique de l'après-Seconde Guerre mondiale.

## Biographie
Hampshire est né à Healing, Lincolnshire, fils de George Newton Hampshire, un marchand de poisson de Grimsby. Hampshire fait ses études à la Lockers Park School, à la Repton School et au Balliol College d'Oxford, où il s'inscrit en tant qu'étudiant en histoire. Il ne se cantonne pas à l'histoire, s'orientant plutôt vers l'étude des classiques et se plongeant dans l'étude de la peinture et de la littérature. Comme c'est la culture à Balliol, son développement intellectuel doit plus à ses contemporains doués qu'à des tuteurs académiques. Après avoir obtenu un diplôme de première classe, en 1936, il est élu pour une bourse du All Souls College d'Oxford, où il fait des recherches et enseigne la philosophie, initialement en tant qu'adepte du positivisme logique. Il participe à un groupe de discussion informel avec certains des principaux philosophes de son époque, dont John Langshaw Austin, Herbert Hart et Isaiah Berlin.
En 1940, au début de la Seconde Guerre mondiale, il s'enrôle dans l'armée. En raison de son manque d'aptitudes physiques, il est détaché à un poste dans le renseignement militaire près de Londres où il travaille avec des collègues d'Oxford tels que Gilbert Ryle et Hugh Trevor-Roper. Ses rencontres en tant qu'interrogateur avec des officiers nazis à la fin de la guerre le conduisent à insister sur la réalité du mal.
Après la guerre, il travaille pour le gouvernement avant de reprendre sa carrière de philosophe. De 1947 à 1950, il enseigne à l'University College de Londres, puis est membre du New College d'Oxford. Son étude Spinoza est publiée pour la première fois en 1951. En 1955, il revient à All Souls, en tant que fellow.
Son livre innovant Thought and Action (1959) attire beaucoup d'attention, notamment de sa collègue d'Oxford Iris Murdoch. Il propose une théorie intentionnaliste de la philosophie de l'esprit tenant compte des développements de la psychologie. Bien qu'il considère la plupart des philosophies continentales comme vulgaires et frauduleuses, Hampshire est très influencé par Maurice Merleau-Ponty. Il insiste sur le fait que la philosophie de l'esprit "a été déformée par les philosophes lorsqu'ils ne considèrent les personnes que comme des observateurs passifs et non comme des agents volontaires". Dans ses livres ultérieurs, Hampshire cherche à déplacer la philosophie morale de sa focalisation sur les propriétés logiques des déclarations morales vers ce qu'il considère comme la question cruciale des problèmes moraux tels qu'ils se présentent à nous comme des agents pratiques.
En 1960, Stuart Hampshire est élu membre de la British Academy et devient professeur Grote de philosophie de l'esprit et de la logique à l'University College de Londres, succédant à AJ Ayer. Sa réputation internationale grandit et de 1963 à 1970, il préside le département de philosophie de l'Université de Princeton où il s'échappe de l'atmosphère robuste de Londres à laquelle son style mandarin, véhiculé dans un accent grognant assez saugrenu, est mal adapté, comme Ayer l'a laissé entendre dans ses mémoires. En 1970, il retourne à Oxford en tant que Directeur du Wadham College, Oxford. Ses opinions libérales et socialistes sont apparentes lorsque Wadham fait partie du premier groupe de collèges d'Oxford réservés aux hommes à admettre des femmes en 1974. Hampshire considère sa tutelle comme l'une de ses réalisations les plus importantes dans la relance de la fortune du collège. Il est fait chevalier en 1979 et prend sa retraite de Wadham en 1984, lorsqu'il accepte un poste de professeur à l'Université Stanford.
Son dernier livre, Justice Is Conflict (1999), inaugure la série Princeton Monographs in Philosophy .
Stuart Hampshire écrit beaucoup sur la littérature et d'autres sujets pour The Times Literary Supplement et The New York Review of Books, entre autres. Il est chef du jury littéraire du Conseil des arts pendant de nombreuses années. En 1965-1966, il est choisi par le gouvernement britannique pour mener un examen de l'efficacité du GCHQ.
Il épouse sa première femme, Renée Ayer, l'ex-épouse du philosophe Alfred Jules Ayer, en 1961. Elle est décédée en 1980 et, en 1985, il épouse Nancy Cartwright, qui est alors sa collègue à Stanford et est maintenant professeur de philosophie à l'Université de Durham et à l'Université de Californie à San Diego.

## Ouvrages
- Stuart Hampshire, Spinoza, Harmondsworth, Middlesex, Pelican Books, 1951 (OCLC 4248345)
- Stuart Hampshire, Age of reason: the 17th century philosophers, New York, New American Library, 1956 (OCLC 552805, lire en ligne ) (The Mentor Philosophers.)
- Stuart Hampshire, Spinoza and the idea of freedom, London, Oxford University Press, 1960 (OCLC 71768261)
- Stuart Hampshire, Feeling and expression, London, H.K. Lewis, 1962 (OCLC 36870104) (An inaugural lecture delivered at University College, London, 25 October 1960.)
- Stuart Hampshire, Freedom of the individual, Princeton, New Jersey, Princeton University Press, 1975 (1re éd. 1965) (ISBN 9780691019840)
- Stuart Hampshire, Thought and action, London, Chatto and Windus, 1970 (1re éd. 1959) (ISBN 9780701107390)
- Stuart Hampshire, Freedom of mind, and other essays, Oxford, Clarendon Press, 1972 (ISBN 9780198243830)
- Stuart Hampshire, Knowledge and the future, Southampton, England, University of Southampton, 1976 (ISBN 9780854321667) (Gwilym James Memorial Lecture.)
- Stuart Hampshire, Two theories of morality, Oxford, Published for the British Academy by Oxford University Press, 1977 (ISBN 9780197259757, lire en ligne ) (Thank-offering to Britain Fund Lecture.)
- Stuart Hampshire, T.M. Scanlon, Bernard Williams, Thomas Nagel et Dworkin, Public and private morality, Cambridge New York, Cambridge University Press, 1978 (ISBN 9780521293525)
- Stuart Hampshire, Morality and conflict, Cambridge, Massachusetts, Harvard University Press, 1983 (ISBN 9780674587328)
- Stuart Hampshire, Spinoza: an introduction to his philosophical thought, Penguin, coll. « Penguin Philosophy Series », 1988 (ISBN 9780140136562)
- Stuart Hampshire, Innocence and experience, Cambridge, Massachusetts, Harvard University Press, 1991 (ISBN 9780674454491)
- Stuart Hampshire, Justice is conflict, Princeton, New Jersey, Princeton University Press, 2000 (ISBN 9780691089744)
- Stuart Hampshire, Spinoza and Spinozism, Oxford New York, Clarendon Press Oxford University Press, 2005 (ISBN 9780199279548, lire en ligne )

## Crédit d'auteurs
- (en) Cet article est partiellement ou en totalité issu de l’article de Wikipédia en anglais intitulé « Stuart Hampshire » (voir la liste des auteurs).